# Кайшядорис

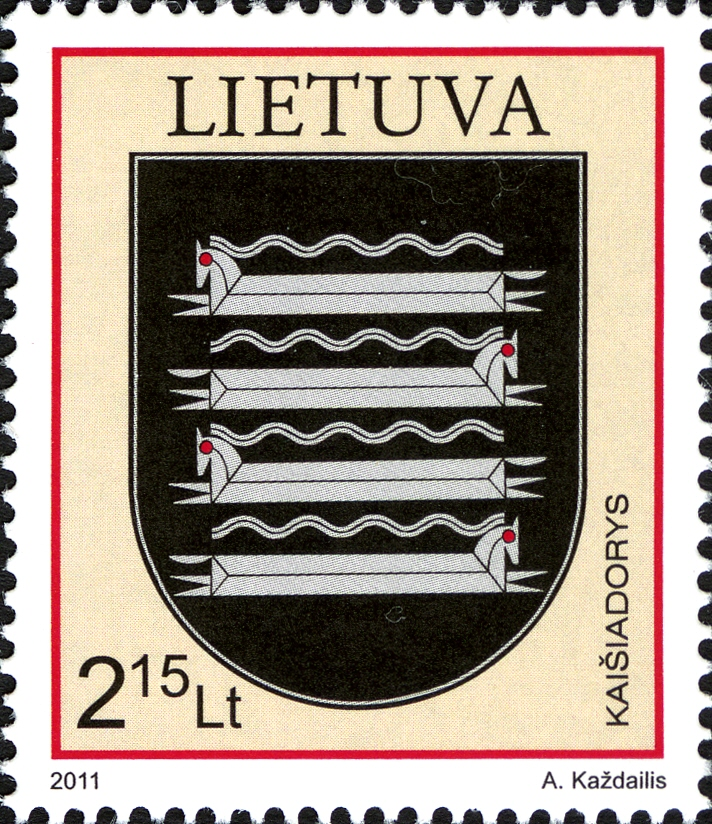
Кайшядорис из серии «Города Литвы», Почта Литвы, 2011

Кайшядо́рис (лит. Kaišiadorys, устар. рус. Кошедары) — город (с 1946 года) в центральной части Литвы, административный центр Кайшядорского района Каунасского уезда; центр католической Кайшядорской епархии, в состав которой входит семь деканатов.

## Положение и общая характеристика
Расположен в 60 км к северо-западу от Вильнюса и в 40 км к востоку от Каунаса.
Узел железнодорожных линий на Вильнюс, Каунас и Шяуляй. Близ города расположен Литовский научно-исследовательский институт ветеринарии. Одно из крупнейших в Литве предприятий промышленного птицеводства „Kaišiadorių paukštynas“. Больница, две школы. Музей, основанный в 1998 году.
Костёл Преображения Господня, построенный в неоготическом стиле из красного кирпича в 1932 году, в 1936 году стал кафедральным собором епархии Кайшядориса.

## Население
| 1897  | 1923  | 1959  | 1970  | 1989    | 2001  | 2002  | 2003  | 2004  | 2005  | 2006  | 2007  |
| ----- | ----- | ----- | ----- | ------- | ----- | ----- | ----- | ----- | ----- | ----- | ----- |
| 833   | ↗1929 | ↗3011 | ↗4700 | ↗10 964 | ↘9984 | ↘9901 | ↘9831 | ↘9650 | ↘9484 | ↘9387 | ↘9331 |
| 2008  | 2009  | 2010  | 2011  | 2012    | 2013  | 2014  | 2015  | 2016  | 2017  | 2018  | 2019  |
| ↘9233 | ↘9158 | ↘8994 | ↘8710 | ↘8481   | ↘8340 | ↘8243 | ↘8137 | ↘8090 | ↘7830 | ↘7642 | ↘7464 |
| 2020  | 2021  | 2022  | 2023  |         |       |       |       |       |       |       |       |
| ↘7366 | ↗8380 | ↘8299 | ↗8590 |         |       |       |       |       |       |       |       |

В 1970 году население составляло 4 618 человек, в 1989 году — 10 964. В 1999 году насчитывалось 11 600 жителей, позднее количество населения начало снижаться и ныне составляет 7 644 (2017).

## Название
Название выводится от имени знатного татарина XVI века Хайшадара. Народная этимология связывает название со строительством железной дороги, о котором недоумевающие жители спрашивали «kū čia dara?» (лит. ką čia daro?, «что здесь делают?»). В литовском языке название города стоит во множественном числе.

## История
Впервые упоминается в  1782 году как поместье. Населённый пункт получил развитие со строительством в 1860-х годах железных дорог. В 1915 году при немецкой оккупации стал административным центром уезда.

## Галерея

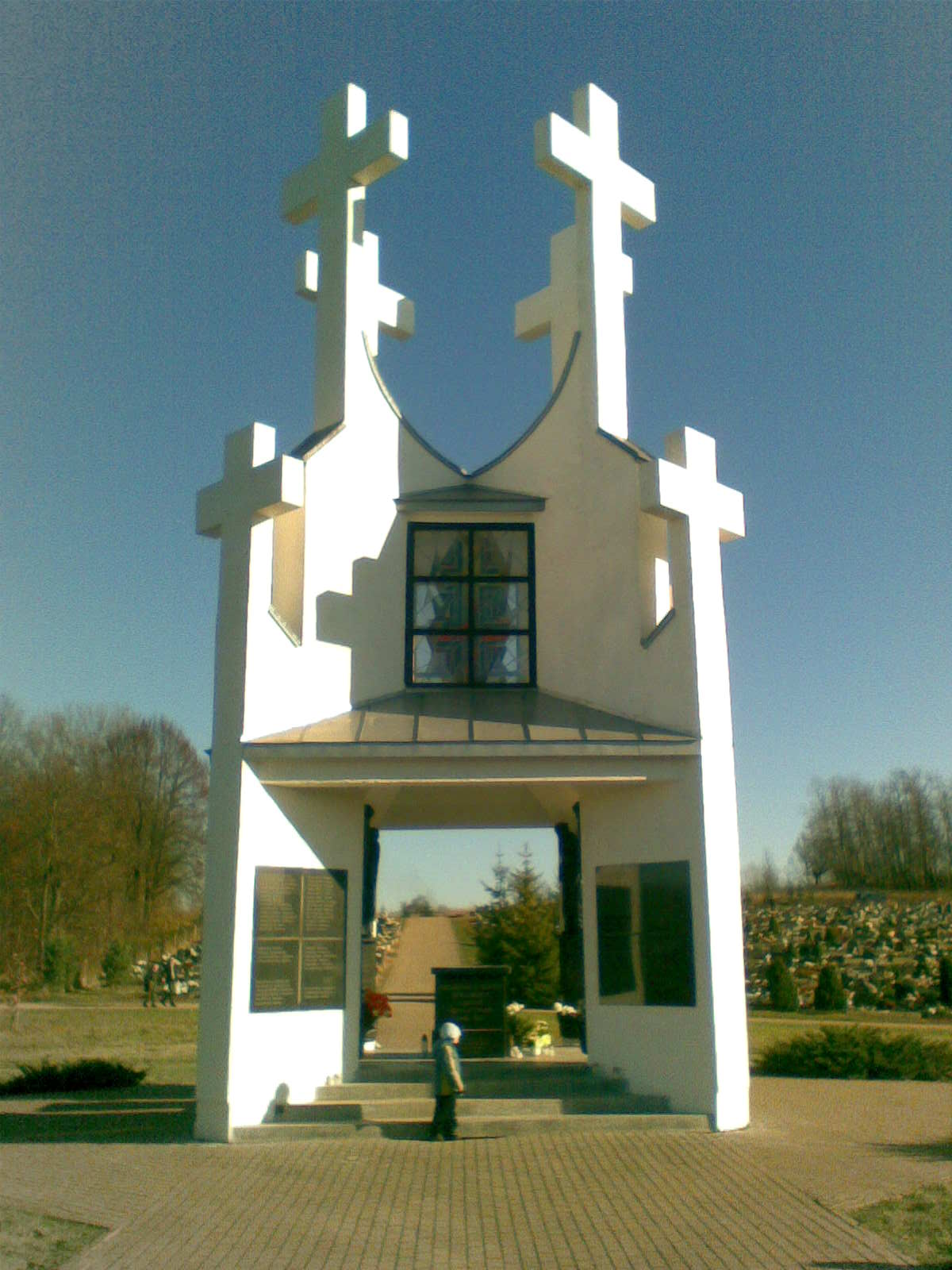
Часовня
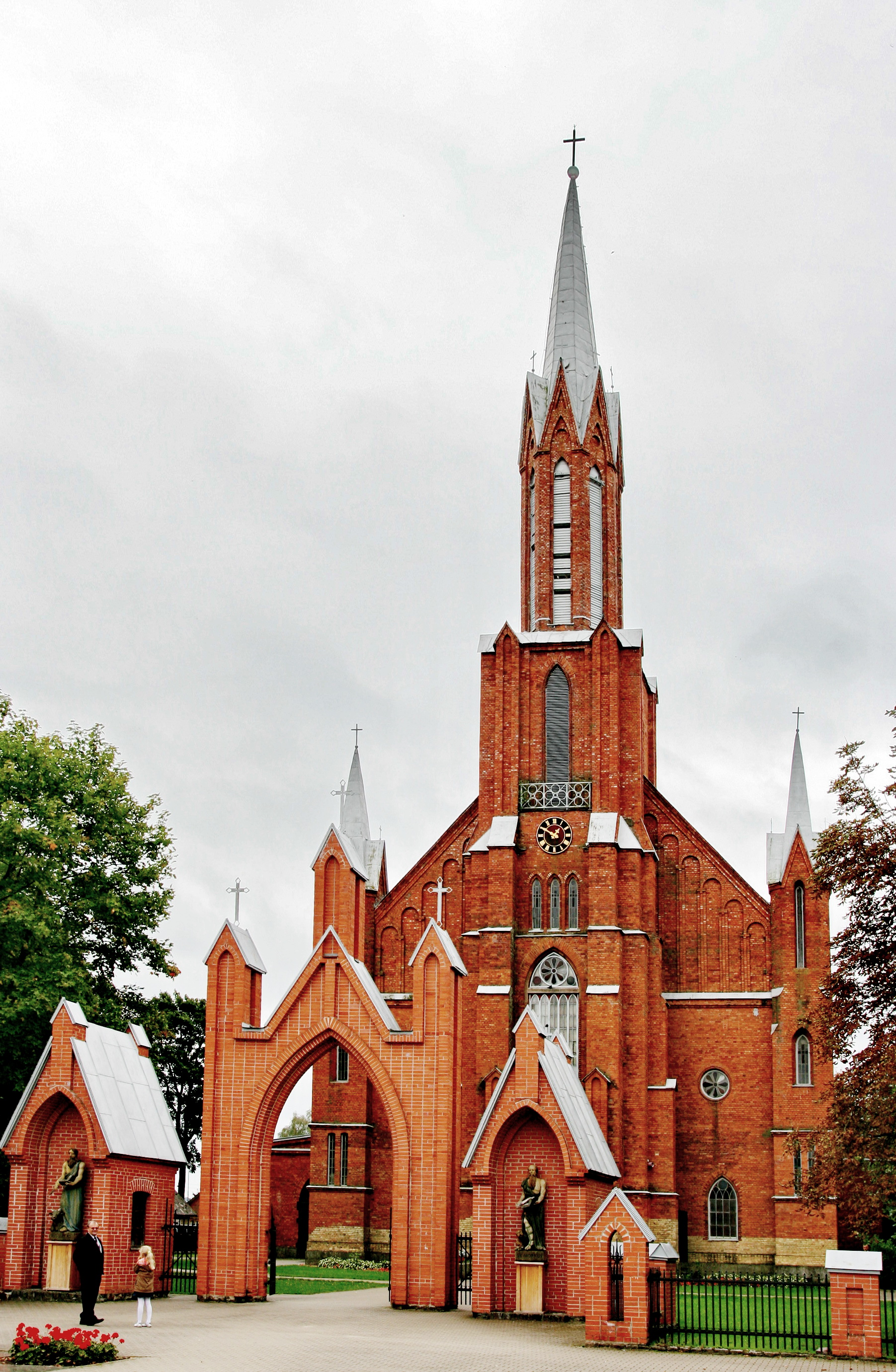
Костёл